# Казаковский сельсовет (Вачский район)
Казаковский сельсове́т — сельское поселение в Вачском районе Нижегородской области. Административный центр — село Казаково.

## История
Статус и границы сельского поселения установлены Законом Нижегородской области от 15 июня 2004 года № 60-З «О наделении муниципальных образований — городов, рабочих посёлков и сельсоветов Нижегородской области статусом городского, сельского поселения».
Законом Нижегородской области от 28 августа 2009 года № 142-З сельские поселения Алтунинский сельсовет и Казаковский сельсовет объединены в сельское поселение Казаковский сельсовет.

## Население
| 2002  | 2010  | 2012  | 2013  | 2014  | 2015  | 2016  |
| ----- | ----- | ----- | ----- | ----- | ----- | ----- |
| 3708  | ↘3082 | ↘3009 | ↘2974 | ↘2937 | ↘2902 | ↘2848 |
| 2017  | 2018  | 2019  | 2020  | 2021  |       |       |
| ↘2800 | ↘2784 | ↘2769 | ↘2697 | ↘2608 |       |       |

## Состав сельского поселения
| №  | Населённый пункт | Тип населённого пункта       | Население |
| -- | ---------------- | ---------------------------- | --------- |
| 1  | Алтунино         | село                         | ↘751      |
| 2  | Алтухово         | деревня                      | ↘10       |
| 3  | Белогузово       | деревня                      | ↘170      |
| 4  | Большой Луг      | деревня                      | ↘0        |
| 5  | Валтырево        | деревня                      | →0        |
| 6  | Вежново          | деревня                      | ↘18       |
| 7  | Горнево          | деревня                      | ↘1        |
| 8  | Горышово         | деревня                      | →0        |
| 9  | Дьяково          | село                         | ↘43       |
| 10 | Звягино          | деревня                      | ↗558      |
| 11 | Зеленцово        | село                         | ↘18       |
| 12 | Искусово         | деревня                      | ↘30       |
| 13 | Казаково         | село, административный центр | ↘1072     |
| 14 | Красново         | деревня                      | ↘34       |
| 15 | Мартино          | деревня                      | ↘9        |
| 16 | Митино           | село                         | ↘25       |
| 17 | Михалево         | деревня                      | ↘20       |
| 18 | Мочалово         | деревня                      | ↘19       |
| 19 | Невадьево        | село                         | ↘0        |
| 20 | Нершево          | село                         | ↘43       |
| 21 | Ново             | деревня                      | ↘20       |
| 22 | Новошаново       | деревня                      | ↗1        |
| 23 | Рылово           | деревня                      | ↘9        |
| 24 | Сколково         | деревня                      | ↘53       |
| 25 | Стёпаново        | деревня                      | ↘95       |
| 26 | Сурск            | деревня                      | ↘7        |
| 27 | Терпишка         | деревня                      | ↘12       |
| 28 | Урюпино          | деревня                      | ↘64       |